# Civica raccolta delle stampe Achille Bertarelli

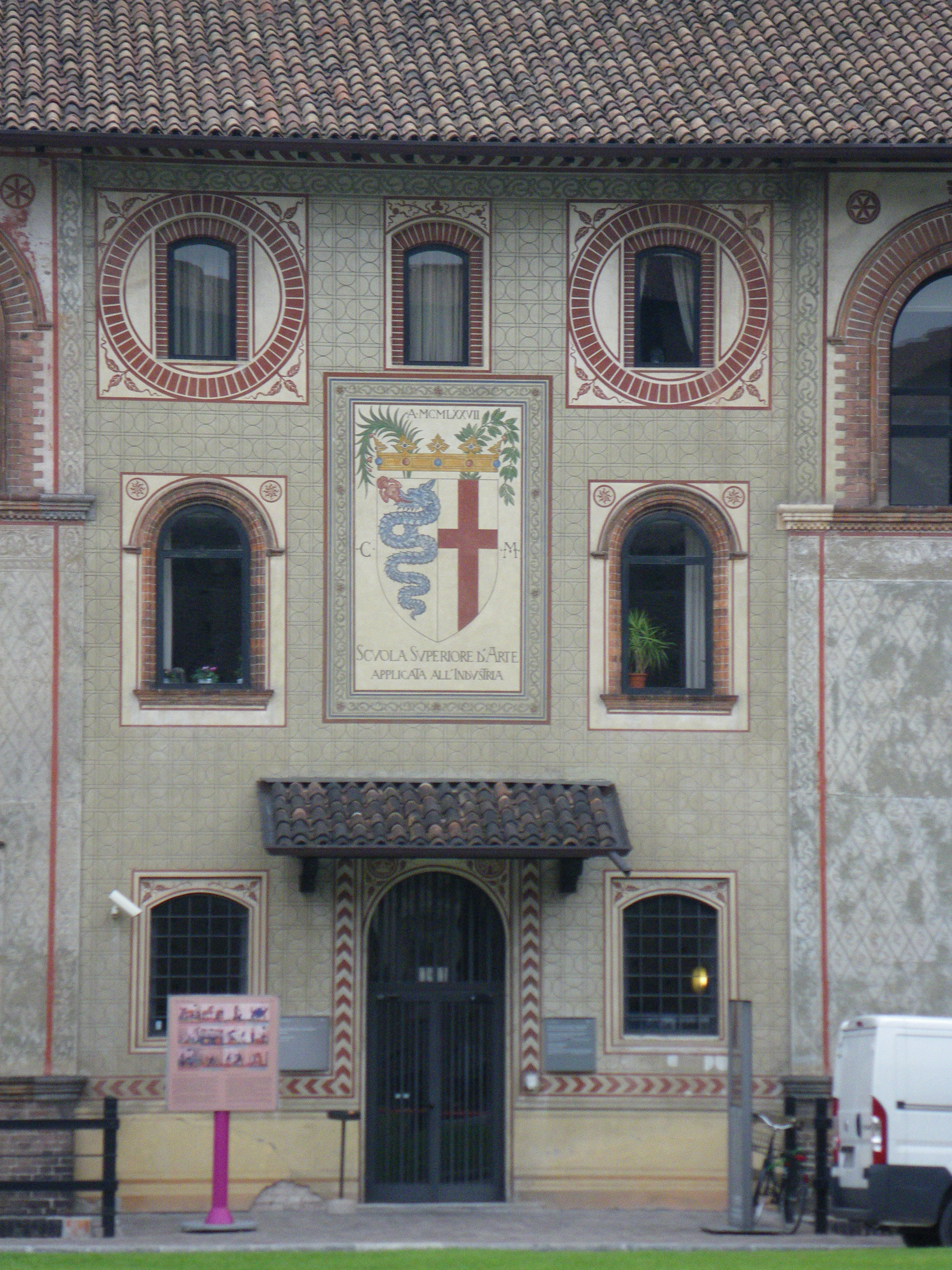
Ingresso della Civica raccolta delle stampe Achille Bertarelli nel cortile del Castello Sforzesco di Milano.

La Civica raccolta delle stampe "Achille Bertarelli" ha sede presso il Castello Sforzesco di Milano.

## Descrizione e storia
È probabilmente una delle più ampie collezioni mondiali di opere a stampa. La raccolta porta il nome del suo fondatore, Achille Bertarelli (Milano, 1863 - Roma, 1938), che nel 1925 fece dono al Comune di Milano della sua collezione di stampe e manifesti, già ricca di circa 300.000 documenti.
Negli anni successivi la raccolta è andata accrescendosi con acquisizioni e donazioni e attualmente arriva a possedere oltre un milione di opere. Comprende stampe artistiche di ogni genere, tecnica ed epoca, dalle xilografie del XV secolo alla grafica contemporanea.
Alle opere d'arte si aggiungono tutti gli altri generi di materiale stampato: incisioni di vario genere (con soggetti d'arte popolare e religiosa). Scene di feste, almanacchi, calendari, giochi, cartoline, menù, inviti, biglietti da visita, santini devozionali. Piante di città e carte geografiche. Storie del costume e della moda, soldatini, ventagli, segnalibri, ex libris e manifesti pubblicitari.